# Enicospilus tremulus
Enicospilus tremulus là một loài tò vò trong họ Ichneumonidae.